# 小行星12834
小行星12834（12834 Bomben）是一颗绕太阳运转的小行星，为主小行星带小行星。该小行星于1997年2月4日发现。

## 轨道参数
小行星12834的轨道半长轴为2.1780895 UA，离心率为0.152。